# Passo del Portalet
Il passo del Portalet (1.794 m s.l.m. -  Portalet d'Aneu in spagnolo, Col du Pourtalet in francese) è un valico dei Pirenei situato sul confine franco-spagnolo, tra le valli di Tena (in Spagna) e di Ossau (in Francia). Il passo segna il confine tra i comuni di Sallent de Gállego, in provincia di Huesca e Laruns, nel dipartimento dei Pirenei atlantici ed è percorso sul lato spagnolo dalla strada A-136 che lo collega con Biescas e Huesca e sul lato francese dalla D934 che porta a Oloron-Sainte-Marie e Pau.